# Daniel Robin
Daniel Santon Robin (* 31. Mai 1943 in Bron; † 23. Mai 2018 in Montreal) war ein französischer Ringer.

## Werdegang
Daniel Robin wuchs in Grenoble auf. Er begann dort mit 14 Jahren mit dem Ringen. Über viele Erfolge im Jugendbereich in der Provinz Dauphiné/Savoyen schaffte er schon im Alter von 18 Jahren den Sprung in die französische Nationalmannschaft im Ringen. Mit 19 Jahren belegte er bei den französischen Meisterschaften in Colmar im griechisch-römischen Stil im Leichtgewicht den dritten Platz. Ein Jahr später wurde er erstmals französischer Meister im Leichtgewicht, diesmal im freien Stil. Bis zum Ende seiner Laufbahn, die sehr erfolgreich verlaufen sollte, rag Daniel Robin immer in beiden Stilarten. Nachdem er bei seinem ersten internationalen Einsatz 1963 bei den Weltmeisterschaften in Helsingborg einen vielversprechenden Erfolg mit einem fünften Platz im Leichtgewicht, griechisch-römischer Stil, erzielte, gestoppt wurde er dabei nach drei Siegen von Klaus Rost aus Witten, musste er sich in den nächsten Jahren bei den Welt- und Europameisterschaften mit schwächeren Resultaten zufriedengeben. Bis 1966 rang er dabei immer im Leichtgewicht. 1967 wechselte er in die höhere Gewichtsklasse Weltergewicht und brauchte in dieser Gewichtsklasse nicht mehr so viel abzutrainieren. Prompt stellten sich große Erfolge ein. Er wurde 1967 Weltmeister in Neu-Delhi im griechisch-römischen Stil, 1968 Europameister in Skopje im freien Stil und gewann 1968 bei den Olympischen Spielen in Mexiko-Stadt in beiden Stilarten eine Silbermedaille. Im freien Stil unterlag er dabei im Finale dem Türken Mahmut Atalay und im griechisch-römischen Stil Rudolf Vesper aus Rostock. In den Folgejahren vermochte er nur noch bei den Mittelmeerspielen 1971 in Izmir einen Sieg davonzutragen. Bei Welt- und Europameisterschaften und bei den Olympischen Spielen 1972 in München errang er aber noch viele gute Platzierungen unter den sechs besten Ringern einer Gewichtsklasse. Gegen deutsche Ringer kämpfte er mit unterschiedlichen Ergebnissen. Er verlor gegen Klaus Rost aus Witten, Werner Schröter aus Schifferstadt und Rudolf Vesper aus Rostock, gewann über Reinhard Zeiher aus Brötzingen, Bernd Müller aus Halle, Fred Hempel aus Luckenwalde und Klaus Pohl aus Halle (Saale). Seine größten Siege waren ohne Zweifel die über die sowjetischen Weltklasseringer Juri Schachmuradow und Guliko Sagaradse. Die Einzelergebnisse aller internationalen Meisterschaften, die er bestritt, sind im Abschnitt „Internationale Erfolge“ nachzulesen.
Nach den Olympischen Spielen 1972 beendete Daniel Robin seine Laufbahn als Ringer. Er arbeitete zunächst in Frankreich als Journalist und gehörte 1968 dem Organisationskomitee für die Olympischen Spiele in seiner Heimatstadt Grenoble an. Anschließend ging er für viele Jahre nach Kanada und war als Fernseh- und Rundfunkreporter beim Radio Montreal tätig, wo er im Sportbereich arbeitete. 1996 kehrte er nach Frankreich zurück. Er war danach in führenden Positionen im Internationalen Ringerverband FILA tätig und war Vizepräsident des französischen Ringerverbandes.
Für seine Verdienste um den Ringersport wurde er im August 2012 in die FILA International Wrestling Hall of Fame aufgenommen.

## Internationale Erfolge
(OS = Olympische Spiele, WM = Weltmeisterschaft, EM = Europameisterschaft, GR = griechisch-römischer Stil, F = Freistil, Le = Leichtgewicht, bis 70 kg Körpergewicht, We = Weltergewicht, bis 74 bzw. 78 kg Körpergewicht, Mi = Mittelgewicht, bis 82 kg Körpergewicht)
- 1963, 5. Platz, WM in Helsingborg, GR, Le, mit Siegen über Hubert Signer, Schweiz, Benjamin Northrup, USA und Svend Skrydstrup, Dänemark und einer Niederlage gegen Klaus Rost, BRD;
- 1965, 10. Platz, WM in Manchester, F, Le, mit Siegen über Marek Roszkiewicz, Polen und Stole Ristov, Jugoslawien und Niederlagen gegen Iwao Horiuchi, Japan und Stefano Ioannidis, Griechenland;
- 1966, 9, Platz, WM in Toledo/USA, F, Le, mit Sieg über Raymond Lougheed, Kanada und Niederlagen gegen Zarbeg Beriaschwili, UdSSR und C. Vanderberg, Südafrika;
- 1966, 10. Platz, WM in Toledo/USA, GR, Le, mit einem Unentschieden gegen Peter Hermann, Schweiz und Niederlagen gegen Matti Poikala, Schweden und Dragomir Raichew, Bulgarien;
- 1966, 14. Platz, EM in Karlsruhe, GR, We, nach Niederlagen gegen Age Barlie, Norwegen und Genrich Markow, UdSSR;
- 1967, 1. Platz, Mittelmeerspiele in Tunis, GR, We, vor Dimitrios Savas, Griechenland und Sırrı Acar, Türkei;
- 1967, 1. Platz, Mittelmeerspiele in Tunis, F, We, vor Osvaldo Ferreira, Italien und B. Vusal, Türkei;
- 1967, 1. Platz, WM in Neu-Delhi, F, We, mit Siegen über Ghadem Yaghoubi, Iran, Turan Aladschikow, Bulgarien, Tatsuo Sasaki, Japan, Jimmy Martinetti, Schweiz und Guliko Sagaradse, UdSSR und trotz einer Niederlage gegen Suk Young-Suk, Südkorea;
- 1968, 16. Platz, EM in Västerås, GR, We, nach Niederlagen gegen Jan Kärström, Schweden und Wladislaw Iwlew, UdSSR;
- 1968, 1. Platz, EM in Skopje, F, We, mit Siegen über Reinhard Zeiher, Brötzingen, Károly Bajkó, Ungarn, Jan Tokar, CSSR, Basri Ylmaz, Türkei und einem Unentschieden gegen Tefik Demiri, Jugoslawien;
- 1968, Silbermedaille, OS in Mexiko-Stadt, F, We, mit Siegen über Jimmi Martinetti, Steven Combs, USA und Juri Schachmuradow, UdSSR und Niederlagen gegen Tatsuo Sasaki und Mahmut Atalay, Türkei;
- 1968, Silbermedaille, OS in Mexiko-Stadt, GR, We, mit Siegen über Wesley O’Brian, Australien, Bajko, Franz Berger, Österreich, Ion Ţăranu, Rumänien und einer Niederlage gegen Rudolf Vesper, DDR;
- 1970, 5. Platz, EM in Berlin, F, Mi, mit Siegen über Turan Sahin, Türkei und Vasile Iorga, Rumänien und Niederlagen gegen Martinetti und Iwan Iliew, Bulgarien;
- 1970, 6. Platz, EM in Berlin, GR, Mi, mit Siegen über Ali Yagmur, Türkei und Constant Bens, Belgien und Niederlagen gegen Adam Ostrowski, Polen und Jan Kårström, Schweden;
- 1970, 5. Platz, WM in Edmonton, GR, We, mit Siegen über John Stanley, Neuseeland und Franz Berger, einem Unentschieden gegen Sırrı Acar und einer Niederlage gegen Werner Schröter, BRD;
- 1971, 1. Platz, Mittelmeerspiele in Izmir, GR, We, vor Momir Kecman, Jugoslawien und Ibrahim Ferit, Ägypten;
- 1971, 2. Platz, Mittelmeerspiele in Izmir, F, We, hinter Amir Bülbül, Türkei und vor Iordanis Karageourgiou, Griechenland;
- 1971, 13. Platz, WM in Sofia, F, We, mit Sieg über Bernard Milhit, Schweiz und Niederlagen gegen Dandsandardschaagiin Sereeter, Mongolei und Mohammad Farhangdoust, Iran;
- 1971, 11. Platz, WM in Sofia, Gr, We, mit Sieg über Johannes van den Paverd, Niederlande, einem Unentschieden gegen Petros Galaktopoulos, Griechenland und einer Niederlage gegen Kecman;
- 1972, 4. Platz, EM in Kattowitz, F, We, mit Siegen über Henri Trachsel, Schweiz, Fred Hempel, DDR und Miklos Urbanovics, Ungarn und Niederlagen gegen Roman Marsageschwili, UdSSR und Jancho Pawlow, Bulgarien;
- 1972, 6. Platz, EM in Kattowitz, GR, We, mit Siegen über Kecman und Bernd Müller, DDR, einem Unentschieden gegen Miklós Hegedüs, Ungarn und einer Niederlage gegen Kazim Halilow, UdSSR;
- 1972, 5. Platz, OS in München, F, We, mit Siegen über Mukhtiar Singh, Indien, Ludovic Ambrus, Rumänien und Robert Blaser, Schweiz und Niederlagen gegen Jancho Pawlow und Wayne Wells, USA;
- 1972, 6. Platz, OS in München, GR, We, mit Sieg über Klaus Pohl, DDR, einem Unentschieden gegen Eero Tapio, Finnland und Niederlagen gegen Vitezlav Macha, CSSR und Iwan Kolew, Bulgarien

## Französische Meisterschaften
Daniel Robin gewann insgesamt vierzehnmal die französische Meisterschaft, fünfmal im griechisch-römischen und neunmal im freien Stil in den Gewichtsklassen Leicht-, Welter- und Mittelgewicht.